# Teodor Kulczycki
Teodor Kulczycki herbu Sas (zm. 1888 we Lwowie) – urzędnik skarbowy, docent prywatny, wykładowca Uniwersytetu Jagiellońskiego,Uniwersytetu Lwowskiego i Politechniki we Lwowie, działacz gospodarczy i społeczny, radny miasta Lwowa.
Uczestnik konspiracji niepodległościowej i powstania w Galicji w 1846. Więziony we Lwowie, uwolniony w marcu 1848 na podstawie amnestii cesarskiej. Podczas Wiosny Ludów członek Gwardii Narodowej we Lwowie.
Asystent (1848-1850), potem urzędnik (1851-1852), w c. k. Krajowym Urzędzie Skarbowości Państwowej (Provinzial Staats Buchhaltung) we Lwowie. Docent rachunkowości państwowej (1856-1860) w Uniwersytecie Jagiellońskim, wykładający ten przedmiot jako pierwszy. Studiował prawo i nauki polityczne na Uniwersytecie w Wiedniu, które ukończył z tytułem doktora filozofii (1860). Docent prywatny (1861-1863, 1871-1888) wykładający, jako pierwszy w języku polskim, rachunkowość na wydziale prawa i nauk politycznych, potem prawa Uniwersytetu we Lwowie. Docent prywatny od 1883 honorowy wykładający buchalterię w Szkole Politechnicznej we Lwowie (1880-1887). Członek państwowej komisji egzaminacyjnej dla rachunkowości we Lwowie (1883-1888).
Registrator (1861) i oficjalista (1862-1863), a potem radca rachunkowy (1864-1866) w Urzędzie Skarbowości Państwowej (Staatsbuchhaltung) we Lwowie. Radca rachunkowy (1867-1884) w Krajowej Dyrekcji Skarbu we Lwowie, w 1886 przeszedł w stan spoczynku. Dyrektor Giełdy Towarowo-pieniężnej we Lwowie (1869).
Od 1867 członek i działacz Galicyjskiego Towarzystwa Gospodarskiego, od 1869 członek, w latach 1879-1880 prezes oddziału lwowskiego. Członek Komitetu GTG (20 czerwca 1873 – 12 czerwca 1880). Członek założyciel (1867) a następnie członek dyrekcji (1867-1886) Towarzystwa Sztuk Pięknych we Lwowie.
W latach 1875–1883 radny miasta Lwowa, członek sekcji V (spraw organizacyjnych i oświaty), od 1878 sekcji II (funduszów i spraw majątkowych gminy) od 1881 wiceprezes sekcji V. Członek Rady Szkolnej Okręgowej miejskiej we Lwowie (1877).
Prace:
- Nauka rachunkowości państwowej dla krajów w Radzie Państwa reprezentowanych i dla spraw wspólnych wszystkim królestwom i krajom monarchii austryacko – węgierskiej,  Lwów, 1880,
- Czego naszemu miastu potrzeba?, Lwów 1877